# Ніколь Шерзінгер
Ніко́ль Праско́вія Елікола́ні Ва́ліенте Ше́рзінгер (англ. Nicole Prascovia Elikolani Valiente Scherzinger), також Ніко́ль Ке́а (англ. Nicole Kea) (29 червня 1978 року, Гонолулу, штат Гаваї) — американська співачка, авторка-виконавиця, танцюристка, акторка, модель, меценатка, ЛГБТ-активістка пристосуванка, гавайського та філіппінського походження.

## Біографія
Народилася 29 червня 1978 року в сім'ї католиків. Мати — наполовину українка, наполовину гавайка, акторка, батько — філіппінець.
З 2004 року учасниця жіночого R&b-гурту «Pussycat Dolls». З гуртом Шерзінгер записала два альбоми: PCD — платиновий, а Doll Domination — золотий.
2007 року Ніколь Шерзінгер почала запис сольного альбому «Her name is Nicole», яким підтвердила свій талант сольної виконавиці. Але її пісні не були настільки популярними, і рекордингова компанія вирішила перенести реліз альбому.

## Дискографія

### Альбом
- 2009: Her Name Is Nicole
- 2011: Killer Love
- 2014: Big Fat Lie

### Сингли
- 2007: «Whatever U Like» за участі T.I.
- 2007: «Baby Love» за участі will.i.am
- 2007: «Supervillian» за участі Mad Scientist
- 2007: «Puakenikeni» за участі Brick & Lace
- 2008: «Rio»
- 2010: «Nobody Can Change Me»
- 2010: «Poison»
- 2011: «Don't Hold Your Breath»
- 2011: «Right There»
- 2011: «Wet»
- 2011: «Try with Me»

### Участь
- 2006: «Lie About Us» Avant за участі Ніколь Шерзінгер
- 2006: «You Are My Miracle» Вітторіо за участі Ніколь Шерзінгер
- 2006: «Come to Me» Пі Дідді за участі Ніколь Шерзінгер
- 2007: «Scream» Тімбеленд за участі Кері Гілсон і Ніколь Шерзінгер
- 2008: «Yes We Can» will.i.am за участі кількох артистів
- 2010: «Heartbeat» Енріке Іглесіас за участі Ніколь Шерзінгер
- 2010: «Baby Can't Drive» Slash за участі Ніколь Шерзінгер